# Babi Yar

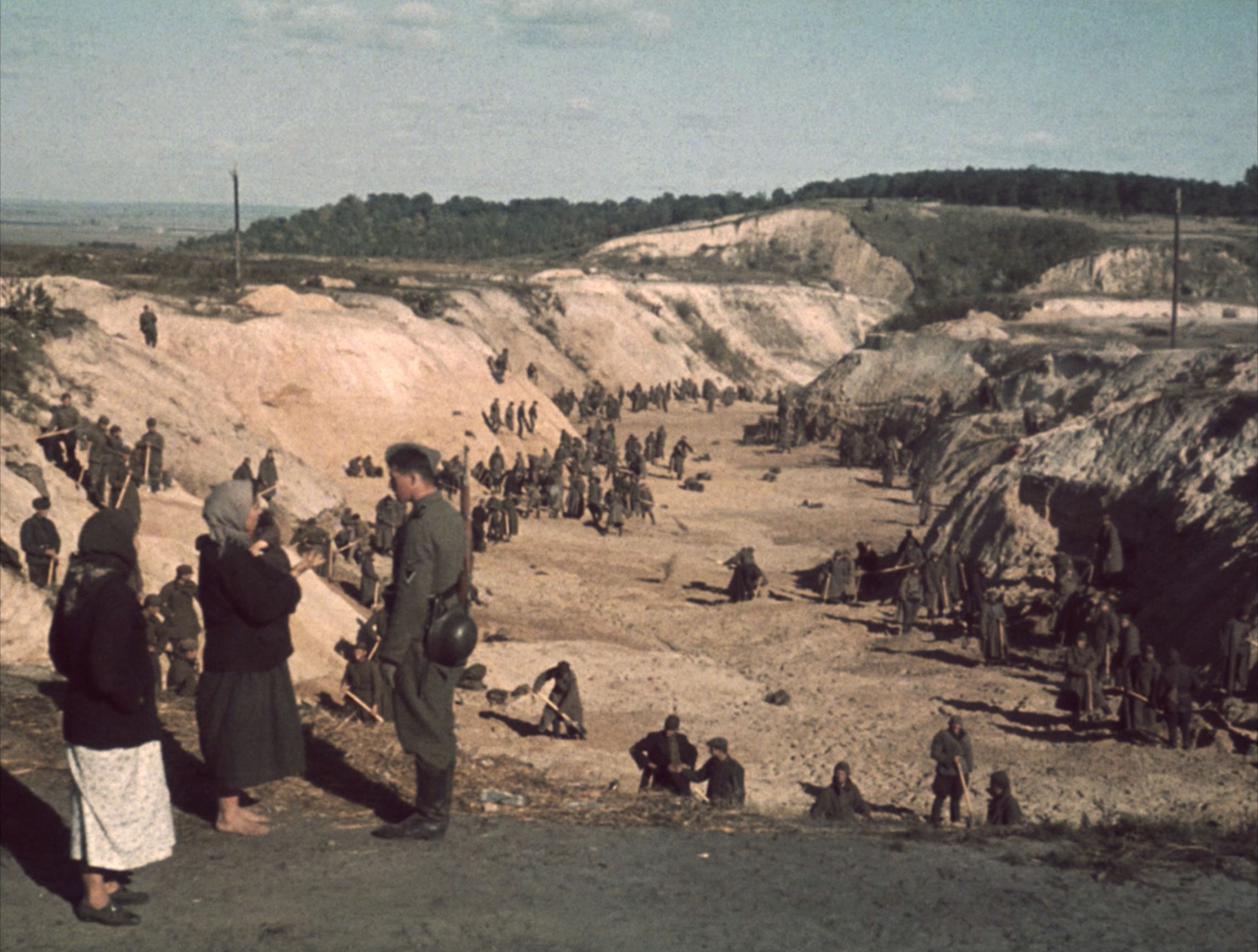
Prisioneiros de guerra soviéticos sendo usados pelos nazistas para cobrir uma vala comum após o massacre de Babi Yar, 1 de outubro de 1941.

Babi Yar (em ucraniano: Бабин Яр, Babyn Yar; em russo: Бабий Яр, Babiy Yar) é uma ravina existente em Kiev, capital da Ucrânia, que ficou conhecida na história como local de um dos maiores massacres de judeus e civis da então União Soviética pelos nazistas, durante a Segunda Guerra Mundial.
Em 29 e 30 de setembro de 1941, 33 771 civis ucranianos judeus foram levados a Babi Yar e assassinados coletivamente, num dos maiores massacres de massa da história. No total, o Yad Vashem conseguiu comprovar a identidade de cerca  de 3 000 judeus mortos. Nos meses que seguiram, milhares de outros judeus e não-judeus russos foram capturados, trazidos à ravina e fuzilados, num total de cerca de 100 000 mortos. Muitos dos judeus mortos estavam foragidos da ocupação de Kiev de onde fugiram 100 mil deles e antes da guerra a cidade de Babi Yar tinha 60 mil hebreus.

## História
A ravina de Babi Yar é mencionada por registos históricos desde 1401 e através dos tempos sua área foi usada para diferentes propósitos, incluindo campos militares e cemitérios, um dos quais, judeu, foi fechado em 1937. Após a invasão da URSS pelas tropas nazistas em junho de 1941, a cidade de Kiev acabou caindo em mãos alemães depois de 45 dias de batalha, em 19 de setembro. Poucos dias após a ocupação, as execuções começaram com o fuzilamento de 700 pacientes de um hospital psiquiátrico da cidade.

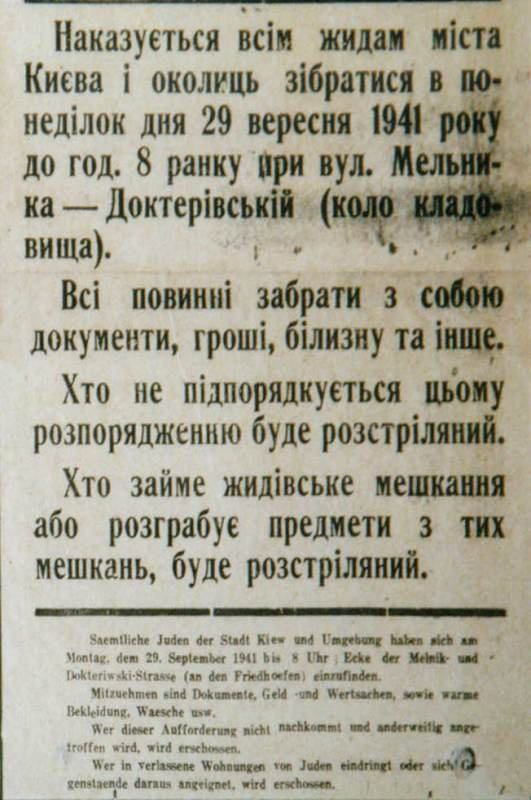
Convocação dos judeus de Kiev feita pelos nazistas.

Em 28 de setembro, um aviso foi afixado pelos postes e muros de Kiev, dirigido aos judeus: 
| “ | Ordena-se a todos os judeus residentes de Kiev e suas vizinhanças que compareçam à esquina das ruas Melnyk e Dokterivsky, às 8 horas da manhã de segunda-feira, 29 de setembro de 1941 portando documentos, dinheiro, roupas de baixo, etc. Aqueles que não comparecerem serão fuzilados. Aqueles que entrarem nas casas evacuadas por judeus e roubarem pertences destas casas serão fuzilados. | ” |

Os judeus levados à ravina esperavam ser embarcados em trens. A multidão de homens, mulheres e crianças era grande o bastante para que ninguém tomasse conhecimento do que estava para acontecer a não ser tarde demais. Todos passavam por um corredor de soldados gritando em grupos de dez e fuzilados; ao escutarem o barulho das metralhadoras do grupo logo à frente, não tinham mais como escapar.
O massacre foi realizado em dois dias, a cargo da unidade C do Einsatzgruppen, o esquadrão da morte das SS, apoiados por membros de um batalhão das Waffen-SS;  unidades da polícia ucraniana também seriam usadas para agrupar e conduzir os judeus até o local de fuzilamento, o que provocaria uma grande discussão na Ucrânia após a guerra.  Contráriamente ao mito da "Wehrmacht limpa", o Sexto Exército, sob o comando de Walter von Reichenau, colaborou com as SS e as SD no planeamento e execução do massacre dos judeus de Kiev.
Além deste massacre, Babi Yar foi cenário de milhares de outras execuções durante os dois anos de ocupação nazista de Kiev. O número total de mortos na ravina não é exato, mas o número mais aceito, cerca de 100 mil, foi fornecido pelo cálculo de  moradores obrigados a enterrar os corpos. Tempos depois, o campo de concentração de Syrets foi erguido no local e nele internados prisioneiros de guerra russos, civis comunistas e combatentes da resistência, que ali eram executados.
Quando os nazistas se retiraram de Kiev, fizeram tentativas de esconder os sinais das atrocidades cometidas durante os anos de ocupação. Entre agosto e setembro de 1943, o campo de Syrets foi parcialmente demolido e diversos corpos exumados e queimados, com as cinzas espalhadas pelas áreas vizinhas. Na noite de 29 de setembro de 1943, quando o campo estava sendo desmantelado, estourou uma revolta entre os internos e quinze deles conseguiram escapar; após retomar o controle da situação, os alemães fuzilaram os 311 sobreviventes.

Mapa com a localização de Babi Yar.

## A lembrança
Quando o Exército Vermelho retomou o controle de Kiev em novembro de 1943, o campo foi transformado num local de internamento de prisioneiros alemães e operado até 1946, quando foi totalmente demolido. Nos anos 50 e 60, a área virou um grande parque e um complexo de apartamentos.
O governo soviético sempre desencorajou que se desse ênfase ao massacre de judeus em Babi Yar, preferindo oficialmente que a tragédia fosse lembrada como um crime cometido contra todo o povo soviético e a população de Kiev. Diversas tentativas de se erguer um memorial judeu no local dos massacres foram adiadas. Em 1976 foi erguido um memorial em honra de todos os cidadãos soviéticos ali fuzilados, mas apenas em 1991, com o fim da URSS, os judeus puderam finalmente erguer o seu próprio monumento.
Sobre Babi Yar, o escritor e sobrevivente do Holocausto Elie Wiesel escreveu:
| “ | As testemunhas oculares disseram que, por meses após as mortes, o solo de Babi Yar continuava a esguichar gêiseres de sangue. | ” |